# Spanje op de Olympische Winterspelen 2006
Tijdens de Olympische Winterspelen van 2006 die in Turijn werden gehouden nam Spanje voor de zeventiende keer deel aan de Winterspelen.

## Deelnemers
Aan de vijf sporten waarop Spanje uitkwam namen 16 deelnemers deel, 7 mannen en 9 vrouwen.
| Sport          | Aantal | Mannen                                             | Vrouwen                                                                           |
| -------------- | ------ | -------------------------------------------------- | --------------------------------------------------------------------------------- |
| Alpineskiën    | 4      |                                                    | Andrea Casanovas Leyre Morlans María José Rienda Contreras Carolina Ruiz Castillo |
| Biatlon        | 1      | Luis Alberto Hernando                              |                                                                                   |
| Freestyleskiën | 1      |                                                    | Nuria Montane                                                                     |
| Langlaufen     | 5      | Juan Jesús Gutiérrez Diego Ruiz Vicente Vilarrubla | Laia Aubert Torrents Laura Orgue                                                  |
| Snowboarden    | 5      | Iker Fernandez Jordi Font Ibon Idigoras            | Queralt Castellet Clara Villoslada                                                |

Albanië · Algerije · Amerikaanse Maagdeneilanden · Andorra · Argentinië · Armenië · Australië · Azerbeidzjan · België · Bermuda · Bosnië en Herzegovina · Brazilië · Bulgarije · Canada · Chili · China · Chinees Taipei · Costa Rica · Cyprus · Denemarken · Duitsland · Estland · Ethiopië · Finland · Frankrijk · Georgië · Griekenland · Groot-Brittannië · Hongarije · Hongkong · Ierland · IJsland · India · Iran · Israël · Italië · Japan · Kazachstan · Kenia · Kirgizië · Kroatië · Letland · Libanon · Liechtenstein · Litouwen · Luxemburg · Macedonië · Madagaskar · Moldavië · Monaco · Mongolië · Nederland · Nepal · Nieuw-Zeeland · Noord-Korea · Noorwegen · Oekraïne · Oezbekistan · Oostenrijk · Polen · Portugal · Roemenië · Rusland · San Marino · Senegal · Servië en Montenegro · Slovenië · Slowakije · Spanje · Tadzjikistan · Thailand · Tsjechië · Turkije · Venezuela · Verenigde Staten · Wit-Rusland · Zuid-Afrika · Zuid-Korea · Zweden · Zwitserland